# Стрижівка (зупинний пункт)
Стрижі́вка — пасажирська зупинна платформа Коростенської дирекції Південно-Західної залізниці на лінії Житомир — Коростишів. Розташована неподалік села Стрижівка.
Зупинна платформа розташована між станцією Коростишів (відстань становить 4 км) та зупинною платформою Козак (за 6 км).
Зупинна платформа виникла 1964 року на новопрокладеній залізниці Житомир — Коростишів, яку було збудовано у зв'язку із відкриттям 1946 року родовища бурого вугілля поблизу Коростишева. Ділянка, на якій розташована зупинна платформа, на сьогодні малозавантажена. Лише чотири дні на тиждень лінією курсує одна пара дизель-поїздів.